# Cittadella dei musei Giovanni Lilliu
La Cittadella dei musei Giovanni Lilliu è il polo museale della città di Cagliari,  situato nella zona nord del colle calcareo su cui sorge il Castello, con accesso dalla piazza Arsenale.
La Cittadella attuale è il frutto di ampie ristrutturazioni e riorganizzazione dei locali dell'area dove i piemontesi installarono il regio arsenale.

## Storia
L'area era già utilizzata sia dai Punici  che dai Romani; infatti vi sono state rinvenute due cisterne,  risalenti rispettivamente al periodo di queste dominazioni.

In epoca pisana la zona era situata fuori le mura del Castello, separata da esso da un fossato e dal ponte levatoio in corrispondenza della porta San Pancrazio, aperta alla base della omonima torre.

Gli spagnoli valorizzarono quest'area in senso difensivo, costruendo un complesso sistema di fortificazioni. Nel 1522 si ebbero le ristrutturazioni più significative ad opera del cremonese Rocco Capellino.

Nel XVIII secolo i piemontesi utilizzarono la Cittadella come arsenale. Al 1825 risale la sistemazione in stile neoclassico della Porta Arsenale, ad opera del generale Carlo Pilo Boyl, che si ispirò alla Porta del Popolo a Roma.

In seguito al trasferimento dell'arsenale fuori le mura della Cittadella, questa assunse altre funzioni, da distretto militare a caserma, fino al 1943, anno in cui fu oggetto dei pesanti bombardamenti durante la seconda guerra mondiale. Dopo di allora l'area dell'ex Arsenale iniziò un rapido degrado, fino a quando fu oggetto dei restauri degli architetti Libero Cecchini e Pietro Gazzola, tra il 1965 e il 1979, che riorganizzarono l'area cercando di preservare le memorie storiche ancora esistenti.

## Polo museale
La Cittadella odierna si presenta con un'ampia corte centrale che vede attorno i vari edifici in cui sono ospitate le più importanti collezioni storico-artistiche di Cagliari, oltre a sale per convegni e mostre temporanee.
I locali della Cittadella ospitano le seguenti esposizioni permanenti:
- Museo archeologico nazionale, statale
- Pinacoteca nazionale, statale
- Museo etnografico, comunale
- Museo civico d'arte siamese Stefano Cardu, comunale
- Museo delle cere anatomiche Clemente Susini, universitario